# سونيك آر
سونيك آر(بالإنجليزية:Sonic R ؛باليابانية:ソニックR) هي لعبة فيديو ثلاثي الأبعاد سباق الركض على الجهاز ساترن وPC الناشر اللعبة سيجا و تطوير من قبل شركة ترافيلرز تيلز.

## المضامير
كل مضمار مصمم على غرار سباقات ويحتوي على العديد من الطرق المختصرة المخبآة بطريقة تجعل من اكتشافها أمراً مسلٍ لآخر درجة.
- Resort Island:عبارة عن جزيرة.
- Radical City:عبارة عن مدينة.
- Regal Ruin:عبارة عن حضارة قديمة لـ النضناض ناكلز.
- Reactive Factory:عبارة عن مصنع.
- Radiant Emerald:عبارة عن الزمرد.

## شخصيات
- القنفذ سونيك
- تيلز
- النضناض ناكلز
- د. إغمان
- آيمي روز
- ميتل سونيك
- تيلز دول
- ميتل ناكلز
- أچ روبو

## روابط خارجية
- سونيك آر على موقع IMDb (الإنجليزية)